# Stade communal de Teramo
Le stade communal de Teramo (en italien : stadio comunale di Teramo), également connu sous le nom de Vieux communal (en italien : Vecchio comunale), est un stade omnisports italien, principalement destiné à la pratique du football et du rugby à XV, situé dans la ville de Teramo, dans les Abruzzes.
Le stade, doté de 4 000 places et inauguré en 1929, sert d'enceinte à domicile à l'équipe de football de l'Associazione Sportiva Dilettantistica Specola Calcio, ainsi qu'à l'équipe de rugby à XV du Teramo Rugby 1976.

## Histoire
Les travaux du stade débutent en 1925 pour s'achever quatre ans plus tard. Il est inauguré le 27 octobre 1929 (en présence du maire de la ville, Nanni) lors d'une victoire 2-1 des locaux de l'AS Teramo sur l'US Osimana.
En 2008, l'AS Teramo quitte le stade, et le laisse entièrement au club de rugby du Teramo Rugby 1976.
En 2013, une équipe de football revient au stade pour ses rencontres à domicile, l'ASD Specola Calcio.